# Graphidastra
Graphidastra es un género de hongos en la familia Roccellaceae.